# Rio Cantu
Der Rio Cantu ist ein etwa 139 km langer Nebenfluss des Rio Piquiri im Inneren des brasilianischen Bundesstaats Paraná.

## Geografie

### Lage
Das Einzugsgebiet des Rio Cantu befindet sich auf dem Terceiro Planalto Paranaense (Dritte oder Guarapuava-Hochebene von Paraná).

### Verlauf
Sein Quellgebiet liegt im Munizip Pitanga auf 1.071 m Meereshöhe auf den Campos de Guarapuava etwa 12 km westlich der Stadt Pitanga.
Der Fluss verläuft in westlicher Richtung. Er fließt auf der Grenze zwischen den Munizipien Campina da Lagoa und Altamira do Paraná von rechts in den Rio Piquiri. Er mündet auf 334 m Höhe.
Die Entfernung zwischen Ursprung und Mündung in den Rio Piquiri beträgt 101 km. Er ist etwa 139 km lang.

### Munizipien im Einzugsgebiet
Die Liste der Munizipien umfasst
rechts: Pitanga, Mato Rico, Roncador, Nova Cantu und Campina da Lagoa
links: Santa Maria do Oeste, Palmital, Laranjal und Altamira do Paraná.

### Zuflüsse
Die wichtigsten der Nebenflüsse sind:
links: Rio Água Quente, Rio Seperepe
rechts: Rio Água Doce, Rio Mato Rico.

## Kraftwerke
Zwischen Laranjal und Nova Cantu staut die Talsperre des Wasserkraftwerks PCH Cantu den Fluss zu einem acht Kilometer langen Stausee auf.